# Brian Clough
Brian Clough (ur. 21 marca 1935 w Middlesbrough, zm. 20 września 2004 w Derby) – angielski piłkarz oraz trener piłkarski.

## Życiorys
Był napastnikiem w lidze angielskiej; dla zespołów Middlesbrough i Sunderland strzelił 254 bramek w 271 meczach. Dwukrotnie reprezentował Anglię w meczach międzypaństwowych (nie zdobył gola). W wieku 29 lat doznał kontuzji, która zakończyła jego karierę zawodniczą. Zajął się wówczas pracą trenerską; od 1967 prowadził (z Peterem Taylorem w roli swojego asystenta) drużynę Derby County. W ciągu dwóch lat Derby uzyskało awans do ekstraklasy, a w 1972 po raz pierwszy w historii zdobyło mistrzostwo Anglii; w kolejnym sezonie Clough doprowadził Derby County do półfinału Pucharu Europy, ulegając dopiero Juventusowi.
W 1973 Clough popadł w konflikt z kierownictwem klubu (wielokrotnie wypowiadał się krytycznie w telewizji o pracy szefów Derby) i złożył rezygnację z prowadzenia Derby County; został zatrudniony przez Leeds United, ale nie utrzymał posady, zwolniony zaledwie po 44 dniach. W Leeds naraził się prezesom i drużynie ostrą krytyką metod szkoleniowych swojego poprzednika, Dona Revie. Jednocześnie przerwana została wieloletnia współpraca z Peterem Taylorem, który podjął pracę w Brighton & Hove Albion.
W styczniu 1975 nowym pracodawcą Clougha został klub Nottingham Forest F.C.; trener przebudował zespół, tradycyjnie opierając się na sprawdzonych i zaufanych zawodnikach oraz dokonując serii udanych transferów (sprowadził m.in. bramkarza Petera Shiltona), wkrótce także (1976) namówił ponownie do współpracy Taylora. W 1977 Nottingham Forest powróciło do ekstraklasy (w chwili przejmowania drużyny przez Clougha była ona w dolnej połowie II-ligowej tabeli), a rok później zdobyło mistrzostwo Anglii oraz Puchar Ligi. Clough ponownie stanął przed szansą prowadzenia ekipy w Pucharze Europy; tym razem udało mu się zdobyć trofeum (już w pierwszej rundzie Nottingham wyeliminowało obrońcę Pucharu, Liverpool, a w finale uporało się z Malmö FF). Także w sezonie 1979/1980 Puchar Europy przypadł ekipie Nottingham Forest (rywalem finałowym był Hamburger SV). Nie powiodła się obrona Pucharu w kolejnym sezonie – Nottingham zostało wyeliminowane w I rundzie przez CSKA Sofia.
Clough zdobył z Nottingham ponadto trzy razy Puchar Ligi (1979, 1989, 1990) oraz dotarł do finału Pucharu Anglii w 1991 (przegrywając decydujący mecz z Tottenhamem). W 1984 asystent Peter Taylor odszedł do pracy z Derby County – od tamtej pory Clough i Taylor nie rozmawiali ze sobą. Clough pozostał trenerem Nottingham do 1993, kiedy klubowi nie udało się uniknąć spadku z ekstraklasy. W ostatnich latach pracy trenerskiej miał kłopoty z chorobą alkoholową.
Był kontrowersyjną postacią w futbolu brytyjskim. Nie bał się kontrowersyjnych wypowiedzi (nadano mu przydomek Wielkiej gęby, a przed meczem Anglii z Polską w 1973 nazwał Jana Tomaszewskiego clownem), oskarżano go o psychiczne niszczenie swoich graczy. Za metodami pracy Clougha przemawiały jednak osiągnięte rezultaty.
Piłkarzem w barwach Nottingham Forest został jego syn, Nigel, który poszedł śladami ojca również jako trener – 9 stycznia 2009 został menedżerem Derby County.
W 2009 roku powstał film opowiadający o jego krótkiej pracy w Leeds, zatytułowany Przeklęta liga. Rolę Clougha odegrał Michael Sheen.